# چاکا ترائوره
چاکا ترائوره (انگلیسی: Chaka Traorè؛ زادهٔ ۲۳ دسامبر ۲۰۰۴) بازیکن فوتبال اهل ساحل عاج است که سابقه بازی برای تیم ملی فوتبال زیر ۲۳ سال ساحل عاج را نیز دارد.